# Acacia simplex
Acacia simplex — вид квіткових рослин з родини бобових. Ареал: Фіджі, Нова Каледонія, Самоа, Соломонові Острови, Тонга, Вануату, Уолліс і Футуна.

## Біоморфологічна характеристика
Це багаторічне кучеряве дерево, що виростає до 12 метрів у висоту. Рослина з жовтими квітками, розташованими в кулястих колосках, які цвітуть з травня по червень. Філодії великі, овально-довгасті, дуже голі, розташовані на коротких черешках. Плоди – коричневі стручки.

## Використання
Дерево використовується як токсин у рибальстві. Воно виводить рибу з ладу, але, очевидно, не є шкідливим для людей.